# Parc national Chiltern-Mt Pilot
Le parc national Chiltern-Mt Pilot est un parc national situé au Victoria en Australie à 237 km  au nord-est de Melbourne. Il est connu pour ses orchidées, ses bois d'ironbarks et ses oiseaux. 
C'est un des sites aborigènes du Victoria.